# Bad Company
Bad Company – brytyjski zespół rockowy założony w 1973 roku po odejściu Paula Rodgersa z grupy Free.
Bad Company nagrało m.in. Seagull, Good lovin' gone bad, Feel like makin' love. Większość swych utworów, nagrali w wytwórni Swan Song Records. Promowała ich grupa Led Zeppelin. W 2025 wprowadzeni do Rock and Roll Hall of Fame.

## Skład
- Paul Rodgers – wokal prowadzący, gitara, fortepian, harmonijka ustna (1974–1982, 1998–2002 oraz od 2008)
- Mick Ralphs – gitara, instrumenty klawiszowe, wokal wspierający (od 1974)
- Simon Kirke – perkusja, instrumenty perkusyjne, wokal wspierający (od 1974)
- Todd Ronning – gitara basowa, wokal wspierający (od 2012)

### Byli członkowie zespołu
- Steve Price – gitara basowa, wokal wspierający (od 1986 do 1992)
- Brian Howe – wokal prowadzący, saksofon (od 1986 do 1994)
- Boz Burrell – gitara basowa, wokal wspierający (od 1973 do 1982, w 1986 oraz od 1998 do 1999)
- Geoff Whitehorn – gitara (od 1990 do 1991)
- Rick Wills – gitara basowa (od 1992 do 1997 oraz w 1999)
- Dave „Bucket” Colwell – gitara, instrumenty klawiszowe, wokal wspierający (od 1990 do 1997 oraz od 1999 do 2002)
- Robert Hart – wokal prowadzący (od 1994 do 1997)
- Jaz Lochrie – gitara basowa (od 2000 do 2002 oraz w 2008)
- Gary „Harry” James – perkusja (??)

## Muzycy towarzyszący
- Lynn Sorensen – gitara basowa
- Howard Leese – gitara

## Dyskografia
- Bad Company (1974)
- Straight Shooter (1975)
- Run With the Pack (1976)
- Burnin' Sky (1977)
- Desolation Angels (1979)
- Rough Diamonds (1982)
- 10 from 6 (1985) (album składankowy)
- Fame and Fortune (1986)
- Dangerous Age (1988)
- Holy Water (1990)
- Here Comes Trouble (1992)
- What You Hear Is What You Get: The Best of Bad Company (1993) (album koncertowy)
- Company of Strangers (1995)
- Stories Told & Untold (1996)
- The Original Bad Company Anthology (1999) (album składankowy)
- In Concert: Merchants Of Cool (2002)
- Live in Albuquerque 1976 (2006) (album koncertowy)
- Hard Rock Live (2010) (album koncertowy)
- Live at Wembley (2011) (album koncertowy)
- Extended Versions (2011) (album składankowy)
- Rock 'N' Roll Fantasy: The Very Best of Bad Company (2015) (album składankowy)
- Live 1977 & 1979 (2016) (podwójny album koncertowy)